# Смоднянська сільська рада
| Смоднянська сільська рада — колишній орган місцевого самоврядування у Косівському районі Івано-Франківської області з адміністративним центром у с. Смодна. Утворена в 1990 році. Водоймища на території, підпорядкованій даній раді: р. Рибниця. Сільській раді підпорядковані населені пункти: - с. Смодна |

## Склад ради
Рада складається з 18 депутатів та голови.

### Керівний склад ради
| ПІБ                      | Основні відомості                                            | Дата обрання | Дата звільнення |
| ------------------------ | ------------------------------------------------------------ | ------------ | --------------- |
| Рабинюк Михайло Юрійович | Сільський голова, 1958 року народження, освіта, безпартійний | 26.03.2006   | 31.10.2010      |
| Рабинюк Михайло Юрійович | Сільський голова, 1958 року народження, освіта, безпартійний | 31.10.2010   |                 |

Примітка: таблиця складена за даними джерела